# Andreas Ottl
Andreas Ottl (n. 1 martie 1985, München, RFG) este un fost mijlocaș defensiv.

## Titluri
- Campionatul de tineret sub 17 ani (Germania): 2001
- Campionatul de tineret sub 19 ani: 2002 și 2004
- 3. Liga: 2004
- Bundesliga: 2006, 2008
- Cupa Germaniei: 2006, 2008
- Cupa Ligii Germaniei: 2007
- Supercupa Germaniei: 2010